# Fachgruppe (Wasserrettung)
Die Fachgruppen der Deutschen Lebens-Rettungs-Gesellschaft (DLRG) und der Wasserwacht unterstützen die Wasserrettungsgruppen, bzw. erweitern deren Möglichkeiten. Sie sind Bestandteil des Wasserrettungszuges, welcher neben den Fachgruppen aus zwei SEG-WR als Katastrophenschutzeinheit oder aus zwei Wasserrettungsgruppen (WRGs) besteht.
Es existieren folgende Fachgruppen:

## Technik/Logistik
Die Fachgruppe Technik/Logistik unterstützt als Teileinheit des Wasserrettungszuges die eingesetzten Wasserrettungsgruppen bei ihren Aufgaben und stellt die Versorgung der eingesetzten Einheiten mit Verbrauchsgütern (z. B. Betriebsstoffen) sicher. Darüber hinaus hat sie die Aufgabe, die Einsatzstelle bei Bedarf auszuleuchten und stellt die Stromversorgung sicher.

## Betreuung

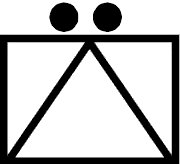
Das taktische Zeichen der Fachgruppe Betreuung

Die Fachgruppe Betreuung hat als Teileinheit des Wasserrettungszuges die Aufgabe, die Betreuung und Versorgung hilfsbedürftiger Personen oder Personengruppen, aber auch die Versorgung der eingesetzten Helfer sicherzustellen.
Bei Bedarf übernimmt sie auch sanitätsdienstliche Aufgaben.
Gleichzeitig unterstützt sie die eingesetzten Hilfskräfte im Rahmen ihrer Aufgabenstellung.
Siehe auch: Betreuungsgruppe

## Umweltgefahren
Die Fachgruppe Umweltgefahren hat als Teileinheit des Wasserrettungszuges die Aufgabe, wassergefährdende Stoffe einzudämmen und gegebenenfalls zu beseitigen. Hierzu zählt insbesondere die Bekämpfung von Ölschadensfällen in und an Gewässern. Sie unterliegt hierbei der fachlichen Weisung der Feuerwehr.

## Sanitätsdienst

Das taktische Zeichen der Sanitätsgruppe

Die Fachgruppe Sanitätsdienst hat als Teileinheit des Wasserrettungszuges die Aufgabe, die sanitätsdienstliche Versorgung betroffener Personen oder Personengruppen sicherzustellen. Bei Bedarf übernimmt sie auch sanitätsdienstliche Transportaufgaben.
Siehe auch: Sanitätsdienst (Katastrophenschutz)

## Luftrettungsgruppe
Die Luftrettungsgruppe unterstützt die anderen Fachgruppen aus der Luft und evakuiert eingeschlossene Personen im Hochwassergebiet. Sie besteht aus einem Gruppenführer und vier Luftretter der DLRG oder Wasserwacht. Die Luftretter der DLRG und Wasserwacht stellen ein neuartiges organisationsübergreifendes Einsatzkonzept dar. Diese wurde aufgrund der Erfahrungen mit Hochwasser in den vergangenen Jahren vom Landesverband Bayern der Wasserwacht in Zusammenarbeit mit der Bundeswehr entwickelt. Im Hochwasserfall besetzen die speziell ausgebildeten DLRG- und Wasserwachtkräfte Hubschrauber der Bundeswehr sowie der Polizei, der Bundespolizei oder anderer Betreiber und können mit Hilfe einer Seilwinde vom Wasser bedrohte Personen retten.
Gleichzeitig unterstützen sie die eingesetzten Hilfskräfte im Rahmen ihrer Aufgabenstellung.